# Black (muzyk)
Black, właśc. Colin Vearncombe (ur. 26 maja 1962 w Liverpoolu, zm. 26 stycznia 2016 w Cork) – brytyjski wokalista i kompozytor. Największy sukces i rozpoznawalność osiągnął w późnych latach osiemdziesiątych, za sprawą swojego największego hitu – „Wonderful Life”, wydanym w 1986 roku.

## Życiorys
Colin urodził się w West Derby w Liverpoolu. Uczęszczał do szkoły średniej w Prescot. Następnie zapisał się na kurs artystyczny w Politechnice w Liverpoolu, gdzie rozwijał swoje zdolności artystyczne.
Tam też rozpoczął swoją amatorską karierę muzyczną będąc członkiem punk rockowego zespołu o nazwie „The Epileptic Tits”, która jak sam później przyznał – To była głupia nazwa dla głupiej kapeli, ale wiedziałem, że chcę grać coś oryginalnego. Jeżeli grasz coś własnego, nikt inny nie wie czy robisz to dobrze czy nie.
Jego kariera muzyczna zainspirowana była utworem Jailhouse Rock Elvisa Presleya.
Największą popularność przyniósł mu singel pt. „Wonderful Life”, wydany we wrześniu 1986 roku. Black napisał tę piosenkę będąc w kompletnym ubóstwie, a sam czas pisania zajął mu jak twierdzi jedynie 10 minut. Covery tego utworu stworzyli m.in. Zucchero i Katie Melua, serbski zespół KBO!, a także polskie grupy Coalition, Carrion i Milkshop. Debiutancka płyta pod tym samym tytułem również odniosła sukces, docierając do 3. miejsca na UK Albums Chart.
12 stycznia 2016 roku został ranny w wypadku samochodowym w pobliżu lotniska w Corku na południu Irlandii. W wyniku tego zdarzenia doszło do poważnych uszkodzeń głowy wokalisty. Wprowadzono go w stan śpiączki farmakologicznej z której ostatecznie nigdy się nie wybudził. W wyniku obrażeń zmarł 26 stycznia tego samego roku w szpitalu w Corku na oddziale intensywnej terapii, miał 53 lata. Jego ciało zostało skremowane 4 lutego 2016 roku.
Był dwukrotnie żonaty, miał trzech synów.

## Dyskografia

### Albumy
- 1987: Wonderful Life
- 1988: Comedy
- 1991: Black
- 1993: Are We Having Fun Yet?
- 1999: The Accused
- 1999: Abbey Road Live
- 2000: Water On Snow
- 2001: Live At The Bassline
- 2002: Smoke Up Close
- 2005: Between Two Churches

### Single
- 1981: „Human Features”
- 1982: „More Than The Sun”
- 1984: „Hey Presto”
- 1984: „More Than The Sun”
- 1985: „Wonderful Life”
- 1986: „Everything’s Coming Up Roses”
- 1987: „Sweetest Smile”
- 1987: „Wonderful Life”
- 1987: „I’m Not Afraid”
- 1988: „Paradise”
- 1988: „The Big One”
- 1988: „You’re A Big Girl Now”
- 1988: „Live At The Tokyo Powerstation”
- 1989: „Now You’re Gone”
- 1991: „Feel Like Change”
- 1991: „Here It Comes Again”
- 1991: „Fly Up To The Moon”
- 1993: „Don’t Take The Silence Too Hard”
- 1993: „Wishing You Were Here”
- 1993: „Just Like Love”
- 1994: „Wonderful Life”
- 2005: „Two Churches”